# Quick Step (wielerploeg)/2010

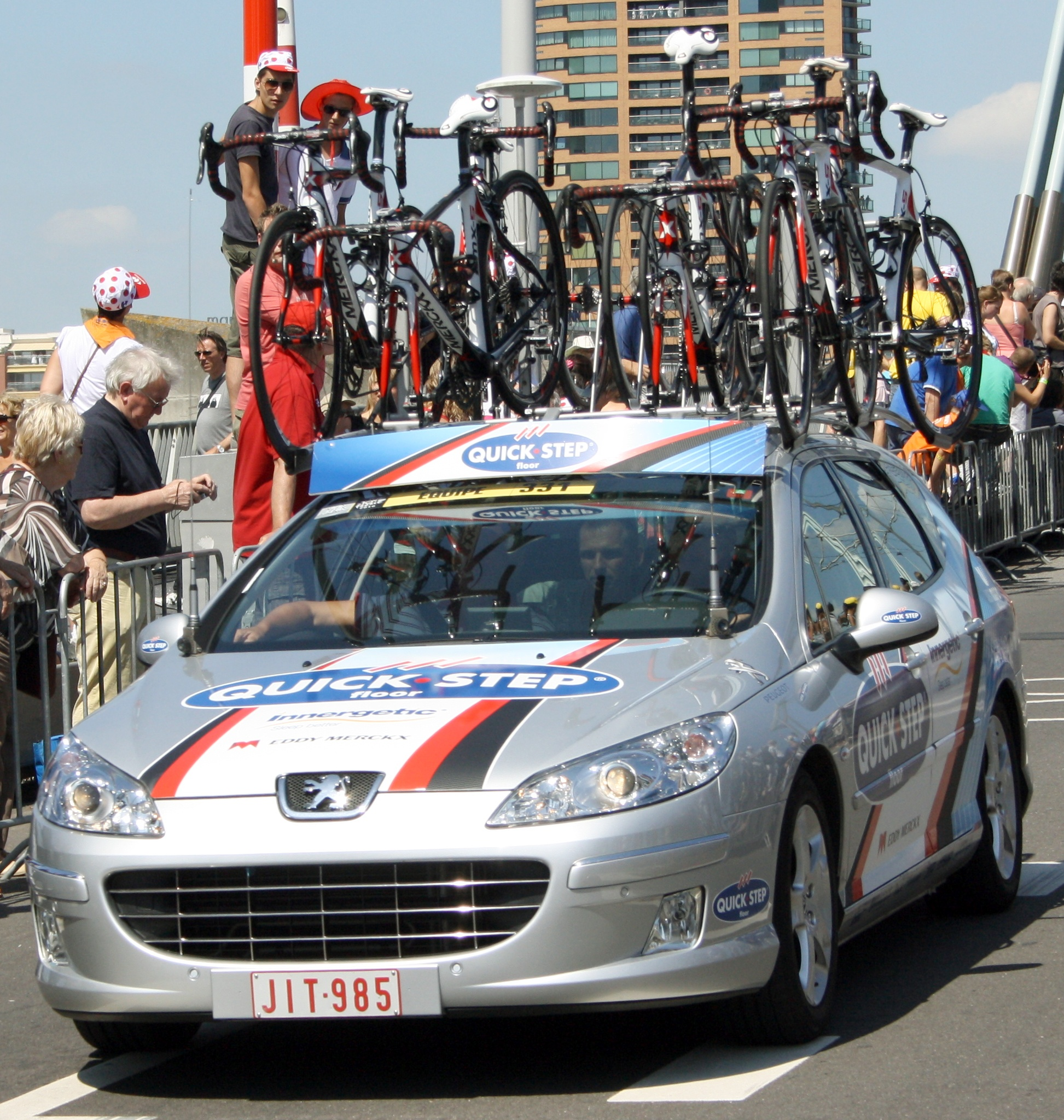
Quick Step in 2010

Deze pagina geeft een overzicht van de Quick Step-wielerploeg in 2010.

## Algemeen
Sponsor: Quick-Step
Algemeen manager: Patrick Lefevere
Ploegleiders: Davide Bramati, Luca Guercilena, Wilfried Peeters, Rik Van Slycke, Rik Verbrugghe
Fietsmerk: Merckx Bikes

## Renners
| Naam                                | Geboortedatum | Nationaliteit | Ploeg 2009/Contract |
| ----------------------------------- | ------------- | ------------- | ------------------- |
| Carlos Barredo                      | 05-06-1981    | Spanje        |                     |
| Tom Boonen                          | 15-10-1980    | België        |                     |
| Dario Cataldo                       | 17-03-1985    | Italië        |                     |
| Sylvain Chavanel                    | 30-06-1979    | Frankrijk     |                     |
| Dries Devenyns                      | 22-07-1983    | België        |                     |
| Stijn Devolder                      | 26-08-1979    | België        |                     |
| Kevin De Weert                      | 27-05-1982    | België        |                     |
| Addy Engels                         | 16-06-1977    | Nederland     |                     |
| Mauro Facci                         | 11-05-1982    | Italië        |                     |
| Kurt Hovelynck                      | 02-06-1981    | België        |                     |
| Kevin Hulsmans                      | 11-04-1978    | België        |                     |
| Iljo Keisse                         | 21-12-1982    | België        | Geen                |
| Andrej Koenitski                    | 02-07-1984    | Wit-Rusland   |                     |
| Thomas Kvist                        | 18-08-1987    | Denemarken    |                     |
| Nikolas Maes                        | 09-04-1986    | België        | Topsport Vlaanderen |
| Davide Malacarne                    | 11-07-1987    | Italië        |                     |
| Jérôme Pineau                       | 02-01-1980    | Frankrijk     |                     |
| Francesco Reda                      | 19-11-1982    | Italië        |                     |
| Branislaw Samojlaw                  | 25-05-1985    | Wit-Rusland   |                     |
| Kevin Seeldraeyers                  | 12-09-1986    | België        |                     |
| Andreas Stauff                      | 22-01-1987    | Duitsland     | Team Kuota - Senges |
| Matteo Tosatto                      | 14-05-1974    | Italië        |                     |
| Jurgen Van De Walle                 | 09-02-1977    | België        |                     |
| Kevin Van Impe                      | 19-04-1981    | België        |                     |
| Marco Velo                          | 19-03-1974    | Italië        |                     |
| Wouter Weylandt                     | 27-09-1984    | België        |                     |
| Maarten Wynants                     | 13-05-1982    | België        |                     |
| Stagiairs                           |               |               |                     |
| Fréderique Robert (stagiair)        | 25-01-1989    | België        |                     |
| Guillaume Van Keirsbulck (stagiair) | 14-02-1991    | België        |                     |

## Belangrijke overwinningen op de weg
| Ronde van Qatar 3e etappe: Tom Boonen 5e etappe: Tom Boonen Ronde van Oman 5e etappe: Tom Boonen Tirreno-Adriatico 2e etappe: Tom Boonen Ronde van Catalonië 2e etappe: Davide Malacarne Ronde van Italië 3e etappe: Wouter Weylandt 5e etappe: Jérôme Pineau | Ronde van België Eindklassement: Stijn Devolder Gullegem Koerse Winnaar: Wouter Weylandt Halle-Ingooigem Winnaar: Jurgen Van De Walle NK wielrennen België: wegwedstrijd: Stijn Devolder België: wegtijdrit: Stijn Devolder Wit-Rusland: wegtijdrit: Branislaw Samojlaw Ronde van Frankrijk 2e etappe: Sylvain Chavanel 7e etappe: Sylvain Chavanel | Ronde van Spanje 15e etappe: Carlos Barredo GP Briek Schotte Winnaar: Kevin Van Impe Circuit Franco-Belge 4e etappe: Wouter Weylandt |

## Overwinningen op de piste
| Zesdaagse van Rotterdam Winnaar: Iljo Keisse (en Danny Stam) Zesdaagse van Vlaanderen-Gent Winnaar: Iljo Keisse (en Peter Schep) Belgisch kampioenschap baanwielrennen Ploegkoers: Iljo Keisse Derny: Iljo Keisse Scratch: Iljo Keisse |

Mannen:   2003 · 2004 · 2005 · 2006 · 2007 · 2008 · 2009 · 2010 · 2011 · 2012 · 2013 · 2014 · 2015 · 2016 · 2017 · 2018 · 2019 · 2020 · 2021 · 2022 · 2023 · 2024 · 2025
Vrouwen:   2019 · 2020 · 2021 · 2022 · 2023 · 2024 · 2025
AG2R-La Mondiale · Astana · Caisse d'Epargne · Euskaltel-Euskadi · Footon-Servetto-Fuji · Française des Jeux · Team Garmin-Transitions · Team HTC-Columbia · Katjoesja · Lampre-Farnese Vini · Liquigas-Doimo · Team Milram · Omega Pharma-Lotto · Quick·Step · Rabobank · Team RadioShack · Team Saxo Bank · Team Sky